# Ingrid Sinclair
Ingrid Sinclair est une réalisatrice de cinéma zimbabwéenne d'origine britannique, née en 1948.

## Biographie
Née en 1948 et citoyenne britannique, Ingrid Sinclair grandit au Royaume-Uni où elle étudie. S'étant engagée au côté du Chimurenga (un mouvement zimbabwéen de libération), en 1985 elle revient s'établir au Zimbabwe (le pays étant indépendant depuis 1980), et en est devenue citoyenne ,. 
Ingrid Sinclair travaille comme productrice et réalisatrice de cinéma. Son premier long-métrage de fiction, Flame (1996), raconte l'histoire de deux femmes qui ont rejoint l'armée de libération pour se battre pour l'indépendance du Zimbabwe. Ce film reçoit des récompenses et des standing ovations dans le monde entier, et est présenté au festival de Cannes 1996 dans la section Quinzaine des réalisateurs.
Elle a réalisé plusieurs documentaires : Bird from another world, qui évoque l'œuvre de sculpteurs Zimbabwéens, et Biopiracy: Who Owns Life? (Biopiracy : qui Possède la Vie ?). Ce documentaire raconte comment certains brevets de l'OMC (Organisation mondiale du commerce) exploitent le matériel génétique fourni par des guérisseurs traditionnels au Zimbabwe et des fermiers en Inde. Son court-métrage, Riches, raconte l'histoire d'une mère célibataire qui échappe à l'apartheid en Afrique du Sud en s'enfuyant au Zimbabwe.

## Prix et distinctions
Son film "Flame" a remporté les prix suivants
- Prix du public - Festival du cinéma d'Afrique, d'Asie et d'Amérique latine de Milan
- Meilleur film  - Festival d'Harare
- Prix du Public - Festival d'Amien
- Grand Prix - Festival d'Annonay
- Prix Nestor Almendros - Human Rights Watch, New York
- Prix du jury - Festival de Turin

## Filmographie
- 2009 : Africa Is a Woman's Name, documentaire, (segment "Amai Rosie")[6]
- 2002 : Mama Africa (segment "Riches")
- 2002 : Biopiracy: Who Owns Life?, documentaire, 26'[7]
- 2001 : Riches, court-métrage
- 1999 : Tides of Gold, documentaire
- 1996 : Flame, fiction, 90'
- 1995 : More Seeds for Better Trees, documentaire
- 1992 : Bird from Another World, documentaire
- 1990 : The Sanction Debate, documentaire
- 1989 : Wake Up, documentaire